# Regioni delle Fær Øer

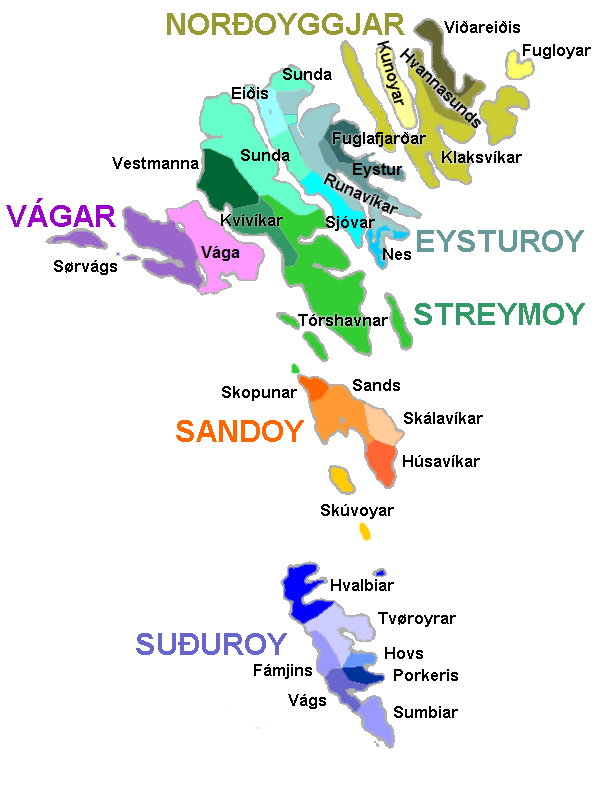
La mappa mostra la suddivisione amministrativa dell'arcipelago in regioni e comuni (aggiornata al 1º gennaio 2017).

Le sei regioni (in faroese sýsla [pl. sýslur] col significato di distretto, contea) delle Fær Øer sono le tradizionali suddivisioni geografiche e amministrative dell'arcipelago sorte durante l'epoca vichinga. Anticamente importanti a livello politico, le sýsla corrispondono oggi a dei distretti di polizia (ciascuno con uno sceriffo a capo) e coincidono a livello territoriale con le sette circoscrizioni elettorali (valdømi) con l'eccezione del distretto di Stremoy che comprende due circoscrizioni.
La progressiva riduzione di numero degli attuali 29 comuni
(a seguito di un processo di accorpamento iniziato negli anni '70 e proseguito fino al 2017) farà coincidere distretti di polizia, circoscrizioni elettorali e municipalità cittadine in sette o nove macro-entità geografico-amministrative sostanzialmente corrispondenti, a livello territoriale, alle antiche suddivisioni geografiche.

## Distretti e circoscrizioni elettorali
I territori sono elencati da nord a sud e da est a ovest. Tra parentesi viene indicato il nome in faroese e la sigla delle circoscrizioni.
- Distretto e circoscrizione elettorale di Norðoyar[2] (Norðoya sýsla og valdømi, KG). Il distretto comprende le isole di Borðoy, Fugloy, Kalsoy, Kunoy, Svínoy e Viðoy ed elegge 4 membri del parlamento.

- Distretto e circoscrizione elettorale di Eysturoy (Eysturoyar sýsla og valdømi, FD): comprende l'isola di Eysturoy ed elegge 5 membri del parlamento.

- Distretto di Streymoy (Streymoyar sýsla) che comprende:
  - Circoscrizione elettorale di Streymoy Nord (Norðstreymoyar valdømi, VN) che comprende la parte settentrionale dell'isola di Streymoy ed elegge 2 parlamentari.
  - Circoscrizione elettorale di Streymoy Sud (Suðurstreymoyar valdømi, TN) che comprende le isole di Hestur, Koltur, Nólsoy e la parte meridionale di Streymoy. Elegge 8 membri del parlamento.

- Distretto e circoscrizione elettorale di Vágar (Vága sýsla og valdømi, VA): comprende le isole di Mykines e Vágar. Elegge 2 parlamentari.

- Distretto e circoscrizione elettorale di Sandoy (Sandoyar sýsla og valdømi, SA). Comprende le isole di Sandoy, Skúvoy e Stóra Dímun. Elegge 2 membri del parlamento.

- Distretto e circoscrizione elettorale di Suðuroy (Suðuroyar sýsla og valdømi, TG): comprende le isole di Suðuroy, Spurgher e Lítla Dímun ed elegge 4 parlamentari.